# Laguna Chica (San Pedro de la Paz)
La Laguna Chica de San Pedro o laguna Llacolén, es un cuerpo de agua superficial ubicado en la región del Biobío.
No confundir con la Laguna Chica (río Casas Viejas), en la Región de Magallanes.

## Ubicación y descripción
Es un pequeño lago de origen tectónico de 0.72 kilómetros cuadrados, ubicada en la Villa San Pedro de la comuna de San Pedro de la Paz, Chile, junto a la laguna Grande y a 4 kilómetros al suroeste de la comuna de Concepción.
Corresponde a un pequeño lago de baja profundidad, emplazado en uno de los costados del radio urbano del Gran Concepción, en el extremo noroeste de la Cordillera de Nahuelbuta y al sur del río Bío-Bío.

## Hidrología
Existe un acabado estudio de las características de la laguna Chica (San Pedro de la Paz), laguna Grande (San Pedro de la Paz), laguna Quiñenco, lago Lanalhue y del lago Lleulleu del cual presentamos la tabla de parámetros morfológicos.
Las precipitaciones varían entre 1.250 mm a cerca de 2500 mm anuales y la a temperatura media anual es 12 a 13 °C.: 58 
| Parámetros/Cuerpo de agua | Laguna Chica | Laguna Grande | Laguna Quiñenco | Lago Lanalhue | Lago Lleulleu |
| Latitud (S) | 36° 51’      | 36° 51’       | 36° 59’         | 37° 55’       | 38° 9’        |
| Longitud (W) | 73° 5’       | 73° 06’       | 73º 07’         | 73° 19’       | 73° 19’       |
| Altura (m s. n. m.) | 5.0          | 4.0           | 5.0             | 12.0          | 20.0          |
| Profundidad máx. (m) | 18.0         | 13.5          | 6.1             | 26.0          | 46.5          |
| Profundidad media (m) | 10.3         | 8.3           | 3.0             | 13.1          | 23.5          |
| Largo máx. (km) | 1.9          | 2.7           | 1.1             | 9.6           | 13.2          |
| Ancho máx. (km) | 0.87         | 1.4           | 0.36            | 4.3           | 3.7           |
| Perímetro (km) | 5.7          | 9.4           | 2.94            | 58.6          | 93.3          |
| Área del lago (km²) | 0.82         | 1.55          | 0.29            | 31.9          | 39.8          |
| Área cuenca (km²) | 4.5          | 12.7          | 3.0             | 325.0         | 670.0         |
| Volumen (km³) | 0.0086       | 0.0128        | 0.0009          | 0.418         | 0.934         |
| Desarrollo línea de costa* | 1.8          | 2.1           | 1.5             | 2.9           | 4.2           |
| Rel. Prof. media / Prof. máx. | 0.57         | 0.61          | 0.49            | 0.50          | 0.50          |
| Rel. Área cuenca / área lago | 5.5          | 8.2           | 10.3            | 10.2          | 16.8          |
| Rel. Área cuenca / vol. lago | 523.3        | 992.2         | 3333.3          | 777.5         | 717.3         |
| Prof. criptodepresión (m) | 13.0         | 9.5           | 1.1             | 14.0          | 26.9          |
| - El coeficiente de perímetro o desarrollo línea de costa es la proporción entre el perímetro del lago y el perímetro de una circunferencia con igual área que el lago. Toma el valor 1 para un lago perfectamente circular. {\textstyle D_{L}={\frac {L}{2{\sqrt {\pi A}}}}}, con {\textstyle D_{L}} es el coeficiente, {\displaystyle L} es el perímetro del lago, y {\displaystyle A} es el área del lago. - El desarrollo del volumen es una medida de la diferencia entre la forma del lago (cuerpo de agua) y la de un cono: Dv = 3 Z÷ Zmax |              |               |                 |               |               |

## Historia
Una leyenda asegura que en esta bella laguna se conocieron la hija de Galvarino, Llancolen, y un capitán español que tuvieron una tierna y peligrosa amistad por la guerra que existía entre ambos bandos. Cuando la hija se enteró de la mutilación de su padre, volvió a la laguna a llorar y allí volvió a a encontrarse con el castellano que intentaba consolarla. En ese momento fueron vistos por el lonko Millantu, al que había sido prometida por su padre. Millantu se abalanzo sobre el capitán y ambos murieron en la lucha. Desesperada por tanta desgracia, Llancolen se internó para siempre en la laguna que lleva ahora su nombre.

## Población, economía y ecología

### Atracciones turísticas
En torno a esta laguna funcionan diversos balnearios, tales como el Balneario Municipal, Centros Deportivos Llacolén, Club Victoria y Militar, además de clubes náuticos y recintos de CAP. Es una laguna apta para el baño, en la cual se realiza la práctica del remo como deporte. La temporada de baño comienza con el verano, usualmente en el mes de diciembre.

### Estado trófico
La eutrofización es el envejecimiento natural de cuerpos lacustres (lagos, lagunas, embalses, pantanos, humedales, etc.) como resultado de la acumulación gradual de nutrientes, un incremento de la productividad biológica y la acumulación paulatina de sedimentos provenientes de su cuenca de drenaje.: 4  Su avance es dependiente del flujo de nutrientes, de las dimensiones y forma del cuerpo lacustre y del tiempo de permanencia del agua en el mismo.: 24  En estado natural la eutrofización es lenta (a escala de milenios), pero por causas relacionadas con el mal uso del suelo, el incremento de la erosión y por la descarga de aguas servidas domésticas entre otras, puede verse acelerado a escala temporal de décadas o menos.: 4  Los elementos más característicos del estado trófico son fósforo, nitrógeno, DBO5 y clorofila y la propiedad turbiedad.
Existen diferentes criterios de clasificación trófica que caracterizan la concentración de esos elementos (de menor a mayor concentración) como: ultraoligotrófico, oligotrófico, mesotrófico, eutrófico, hipereutrófico. Ese es el estado trófico del elemento en el cuerpo de agua. Los estados hipereutrófico y eutrófico son estados no deseados en el ecosistema, debido a que los bienes y servicios que nos brinda el agua (bebida, recreación, higiene, entre otros) son más compatibles con lagos de características ultraoligotróficas, oligotróficas o mesotróficas.: 14 
La laguna Chica está catalogada como mesotrófica.: 55 